# إباضة

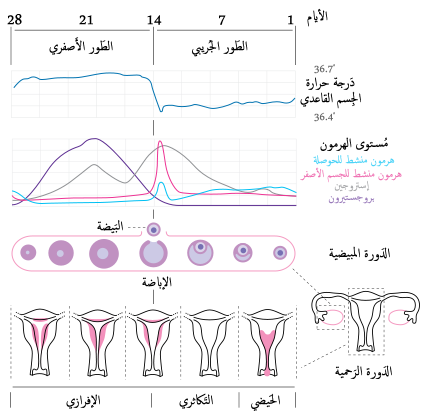
الدورة الشهرية

الإباضة (بالإنجليزية: Ovulation) أو التبويض هي مرحلة من مراحل الدورة الشهرية ويتم خلالها إنتاج وطرح البييضة من المبيض في الرحم، عبر القناة المبيضية، تتم هذه العملية في منتصف الدورة الشهرية ما بين طور جريبي وطور اصفري (عادةً ما بين اليوم العاشر والثامن عشر في دورة شهرية مدتها 28 يوماً) عندما يصل الهرمون الملوتن إلى قمة إنتاجه.
يتحكم الوطاء في المخ في عملية الإباضة وذلك عن طريق التأثير على إفراز كل من الهرمون الملوتن وهرمون منبه للجريب من الفص الأمامي للغدة نخامية.

## الإباضة
تحصل الإباضة عندما ينتج المبيض بويضة واحدة أو أكثر. وتعتبر هذه الفترة الأكثر خصوبة خلال الدورة الشهرية. ينتج المبيض شهرياً من 15 إلى 20 بويضة. تنطلق البويضة الناضجة نحو فجوة الحوض وتنزلق نحو قناة فالوب. إنّ اختيار المبيض الذي يطلق البويضة غالباً ما يكون عشوائياً. وقد لا تتم الإباضة تداولا بين المبيضين في كل دورة شهرية.
يتم التحكم في عملية التبويض من خلال منطقة ما تحت المهاد في الدماغ ومن خلال إفراز هرمونات تفرز في الفص الأمامي للغدة النخامية وهم الهرمون الملوتن "LH" والهرمون المنبه للجريب "FSH". في المرحلة السابقة للولادة من الدورة الشهرية، يخضع الجريب المبيضي لسلسلة من التحولات والتي يتم تحفيزها بواسطة FSH.
تعيش البويضة غير المخصبة من 12 إلى 24 ساعة بعد خروجها من المبيض. في العادة تنطلق بويضة واحدة في كل مرة يحدث فيها التبويض. تتأثر عملية التبويض بالتوتر، والمرض، وتغيير الروتين اليومي. من الممكن أن تتعرض المرأة لنزول بقع من الدم خلال التبويض. انغراس البويضة الملقحة في العادة يأخذ من ستة أيام إلى اثني عشر يوماً بعد التبويض. كل أنثى تولد ولديها عدد محدد من البويضات. من الممكن أن تحدث الدورة الشهرية ولكن من دون عملية التبويض. من الممكن أيضاً أن يحدث التبويض دون حدوث الدورة. عندما لا تخصب البويضة فإنها تتحلل وتمتصها بطانة الرحم.
مراحل الإباضة:

### الطور الجريبي (Follicular phase)
الطور الجُريبي Follicular Phase المرحلة الجرابية (أوالطور التكاثري) هو طور من اطوار الدورة الشهرية خلاله تنضج بصيلات المبيض ويبدأ هذا الطور بالحيض (أول يوم في الدورة الشهرية) وينتهي بإفراز هرمون الإباضة. وينتهي هذا الطور ببداية التبويض (بالإنجليزية: ovulation). والهرمون الرئيسي الذي يتحكم في هذه المرحلة هو الاستراديول"estradiol".

### التبويض (Ovulation)
يكون مستوى هرمون الإستروجين في ذروته في نهاية المرحلة الجرابية. هذا يسبب ارتفاع في مستويات هرمون (LH) (هرمون منشط للجسم الأصفر) والهرمون المنبه للجريب (FSH) (هرمون منشط للحوصلة). يستمر هذا من 24 إلى 36 ساعة، وينتج عنه تمزق الجريبات المبيضية، مما يؤدي إلى إطلاق البويضة من المبيض.
من خلال الإشارة التي تمت بواسطة هرمون (LH)، يتم إفراز الإنزيمات البروتونية بواسطة الجريب والتي تؤدي بدورها إلى تدهور النسيج الجريبي في موقع البثرة، مما يشكل ثقبًا يسمى الوصمة. البويضات الثانوية تترك الجراب وتنتقل إلى داخل التجويف البريتوني من خلال الوصمة، حيث يتم التقاطها في نهاية قناة فالوب. بعد دخول قناة فالوب، يتم دفع البويضة مع الأهداب، وتبدأ رحلتها نحو الرحم.
وبحلول ذلك الوقت، تُكمل البويضة الانقسام الاختزالي الأول (انقسام منصف)، الذي ينتج خليتين: البويضة الثانوية الكبرى التي تحتوي على كل المواد السيتوبلازمية وجسمًا قطبيًا أصغر غير نشط. يظهر جهاز المغزل للقسم الانتصافي الثاني في وقت الإباضة (طور تالي). إذا لم يحدث أي إخصاب، ستتدهور البويضة ما بين 12 إلى 24 ساعة بعد الإباضة. نسبة خروج أكثر من بويضه واحدة في عملية الإباضة هي 1-2 ٪.

### الطور الأصفري (Luteal phase)
المرحلة الاصفرية (الاسم العلمي: Luteal phase) الطور الاصفري وهي المرحلة المتأخرة من الدورة الشهرية وتبدأ بتكوين الجسم الأصفر، وتنتهي إما بالحمل أو بتحلل الجسم الأصفر. والهرمون الرئيسي المتصل بهذه المرحلة هو هرمون البروجسترون الذي يكون مرتفعاً في هذه المرحلة أكثر من المراحل الأخرى من الدورة الشهرية.

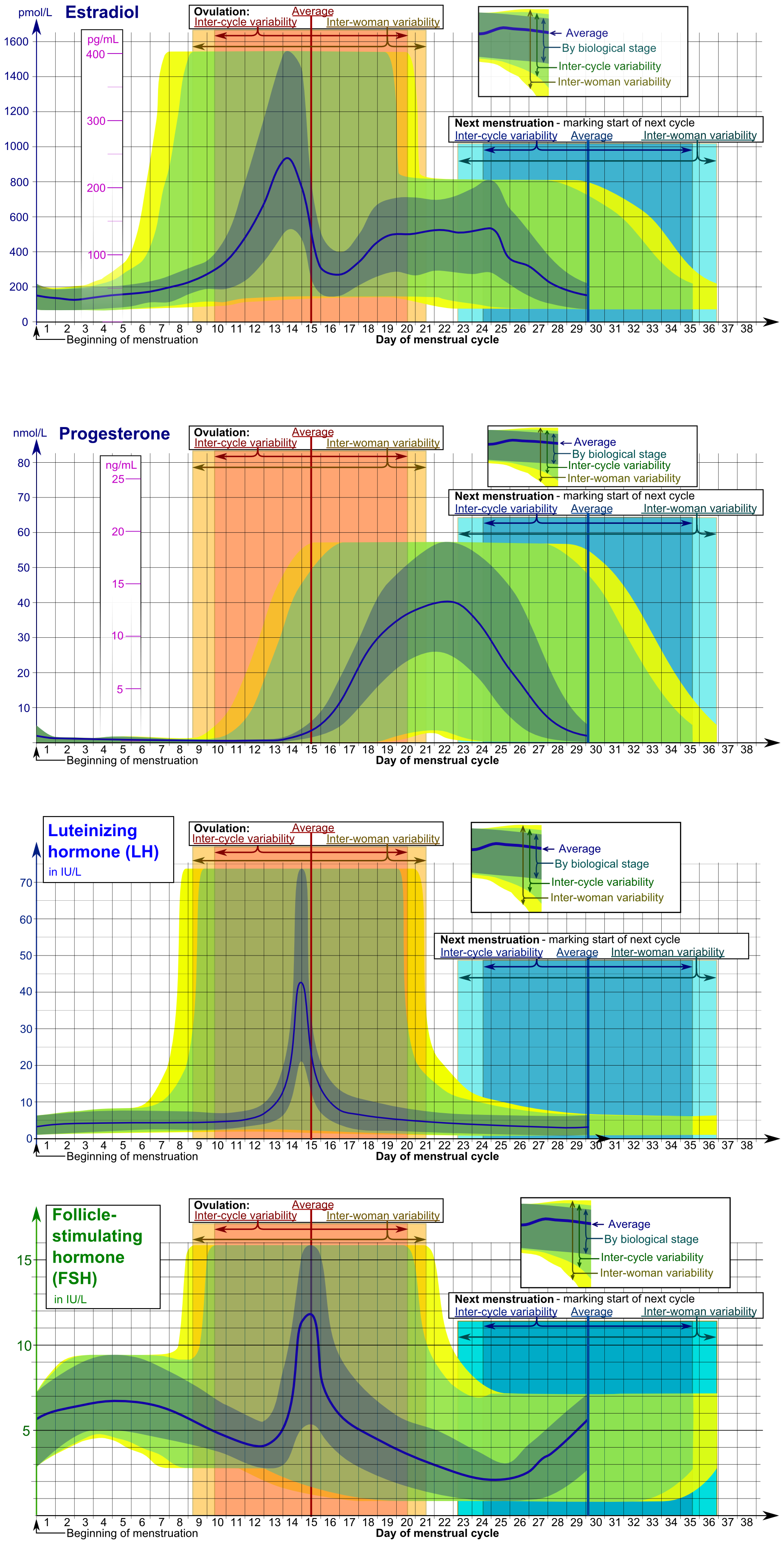
يوضح هذا الرسم البياني التغيرات الهرمونية حول وقت الإباضة، وكذلك التغيرات في الدورة.

يحدث خلل في تطور «الجسم الأصفر» (Luteal phase) – عندما لا يفرز المبيض كمية كافية من البروجيستيرون (Progesterone) بعد الاباضة، لا يكون الرحم قادراً على استقبال البويضة المخصبة، ولذلك لا يتاح تقدم الحمل. ويمنع التبويض، ولكن من المعروف أيضا أن يسبب LPD . وذلك من من اسباب العقم عند النساء.

## أعراض التبويض
يمكن الكشف عن بداية فترة التبويض عن طريق بعض الأعراض ولكن لا يمكن تمييزها بسهولة. في العديد من الأنواع الحيوانية هناك إشارات مميزة تشير إلى الفترة التي تكون فيها الإناث خصبة. وقد اقترحت عدة تفسيرات لشرح الإباضة في البشر.
من أهم أعراض التبويض: التغييرات التي تحدث في مخاط عنق الرحم، وفي درجة حرارة الجسم الأساسية. علاوة على ذلك، تعاني العديد من الإناث من علامات الخصوبة الثانوية بما في ذلك ألم الإباضة (Mittelschmerz) (وتَعني ألم منتصف الدَّورَة) وهو مُصطلح طبي يُستخدم للإشارة إلى ألم الإباضة. تُعاني منه 20% من النساء في كُل دورة شهرية. يتميز ألم الإباضة في منطقة أسفل البطن والحوض، يحدث عادةً في مُنتصف الدورة الشهرية. يظهر الألم بشكل مفاجئ ويستمر لعدة ساعات وفي بعض الأحيان قد يستمر حتى يومان أو ثلاثة أيام. يتم في بعض الأحيان تشخيص ألم الإباضة على أنها زائدة دودية، فهي تُعتبر واحدة من التشخيصات التفريقية للزائدة الدودية لدى النساء في سن الإنجاب.
تعاني العديد من الإناث برغبة جنسية متزايدة في الأيام القليلة قبل الإباضة.
تختلف الأعراض المتعلقة ببداية الإباضة وأثناء حدوثها وفي نهايتها من حيث الكثافة مع كل أنثى. ويتم معرفة هذه الأعراض بالتشخيص الذاتي من قبل الأنثى. ومن تلك الأعراض التغير الواضح في إفرازات الرحم والمهبل فتصبح مائيةً وأقل لزوجة ومائلة للون الأبيض، وتكون في أغزر أوقاتها. عندما يقترب التبويض يتغير ملمس الرحم فيصبح أكثر طراوةً من قبل وأكثر ارتفاعاً في البطن. ظهور ألم في البطن في جهة المبيض وتذهب هذه الأوجاع بعد مرور أيام التبويض. ارتفاع بسيط في درجة حرارة الجسم الأساسية - وهي درجة الحرارة في حالة الراحة - للمرأة يقدر بنصف درجة مئوية، ويحدث بعد الانخفاض المفاجئ لدرجة الحرارة الذي يستمر يومين، فلذلك على المرأة مراقبة درجة حرارة جسمها لتعرف وقت التبويض. شعور المرأة بسعادة وهدوء وراحة نفسيّة خلال فترة التبويض، وشعورها بزياده في الرغبة الجنسية لديها. ازدياد قوة الحواس لدى المرأة في الشم والتذوق والنظر. نزول بعض الدم أو سائل لونه وردي يكون لبعض ساعات فقط، وهي فترة تكون فيها الأنثى جاهزة للإخصاب. انتفاخ البطن قليلاً نتيجة لارتجاع السوائل أثناء هذه الفترة. آلام في منطقة الثدي، قبل التبويض أوبعده مباشرةً. بعض النساء قد يعانون من آلام في الرأس وغثيان خفيف.

## اضطرابات التبويض
تصنف اضطرابات التبويض على أنها اضطرابات حيضية وتشمل:
- ضعف (قلة) الإباضة: وتشمل الحالات التي يكون فيها التبويض غير منتظم، أو على فتراتٍ متباعدة، عدم الانتظام يزيد من صعوبة حدوث التخصيب لعدم إمكانية تحديد موعد التبويض.
- انقطاع الإباضة (بالإنجليزية: Anovulation) كلها مصطلحات تُشير لحالة تتوقف فيها المبايض عن إطلاق البويضات خلال دورة الطمث. ومن ثم فلا تحدث الإباضة أو التبويض. ومع ذلك، فإن المرأة التي لا يقوم مبيضها بالتبويض خلال دورة الطمث لا يعني بالضرورة أنها تقترب من انقطاع الطمث. ويعتبر انقطاع التبويض المزمن أحد الأسباب الشائعة للعقم.فرصة الإخصاب باليوم نسبة إلى الإباضة.[22]

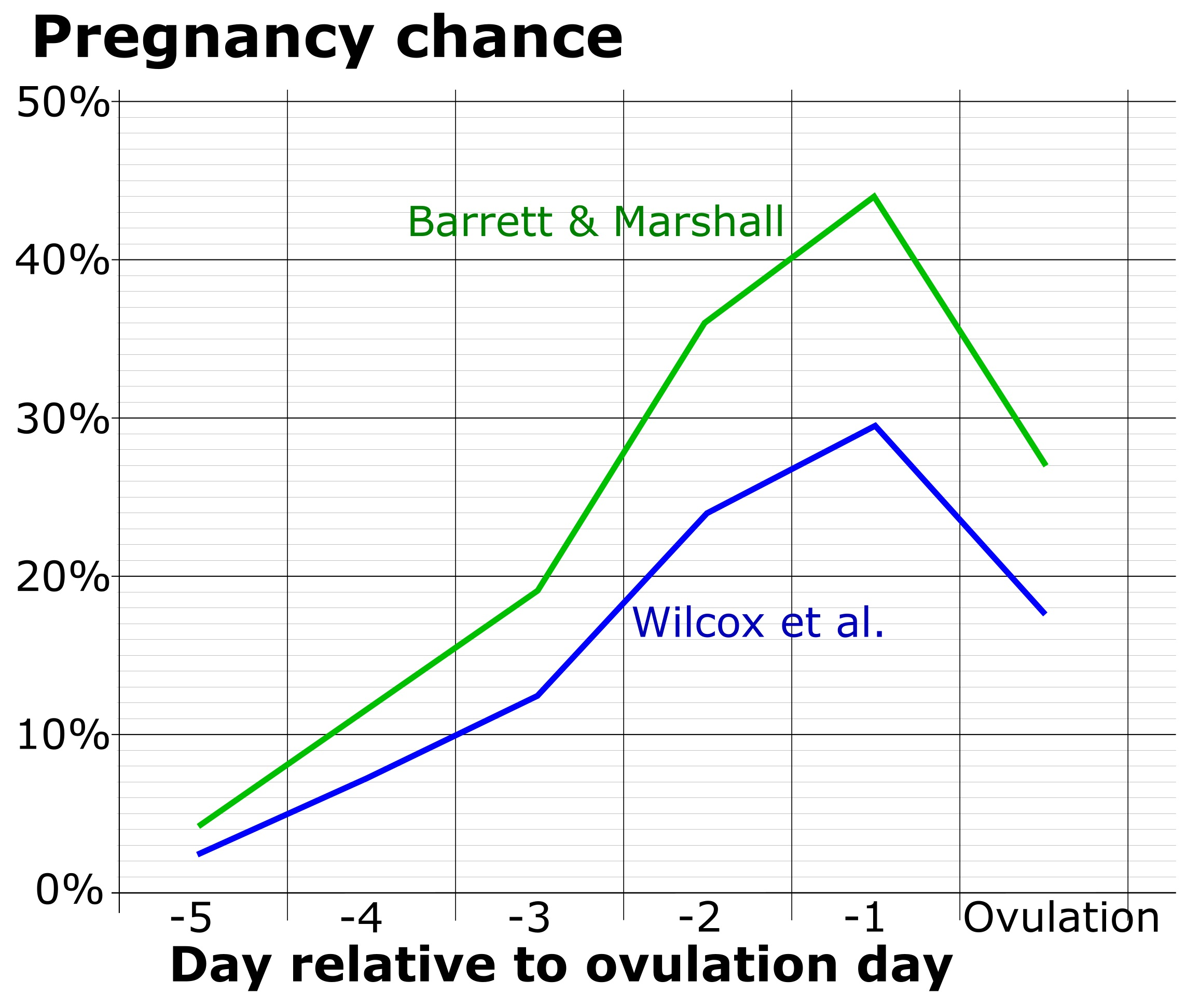
فرصة الإخصاب باليوم نسبة إلى الإباضة.

قامت منظمة الصحة العالمية بوضع بعض الأسباب التي تسبب في اضطراب عملية التبويض ومنها:
- وجود خلل في وظيفة الغدة النخامية بالمخ: وهي الغدة التي تتحكم في بدء عملية التبويض، واضطرابات الغدة النخامية قد تؤدي إلى غياب التبويض وعدم نزول الحيض أيضًا.
- متلازمة تكيس المبايض (PCOS).[24]
- فشل المبيض المبكر وهو عبارة عن حدوث اضطراب أو انقطاع في الدورة الشهرية لدى المرأة قبل سن الأربعين، ويرافق هذه الحالة أعراض مزعجة نتيجة لهبوط مستوى هرمون الإستروجين في جسمها حيث لا يقوم المبيض بانتاج الكمية الكافية من هرمون الإستروجين الذي يتم به عملية التبويض، ومن المفيد جدا أن تتعرف المرأة المصابة بمثل هذه الحالة على مراحلها وأعراضها.
- فرط برولاكتين الدم
- تكيس المبايض وهي مجموعة من الأعراض التي تنتج بسبب ارتفاع نسبة الأندروجين (هرمون الذكورة) في المرأة، وتشمل هذه الأعراض عدم انتظام أو انعدام الطمث، غزارة الطمث، زيادة في نمو الشعر في أنحاء الجسد، حب الشباب، والشواك الأسود، وآلام في منطقة الحوض، والعقم، وقد يصاحبها أمراض أخرى مثل مرض السكري النوع الثاني، أمراض القلب، اضطرابات المزاج، وسرطان الرحم.
- الإصابة بمرض السكري
- السمنة

## وصلات خارجية
- Human egg makes accidental debut on camera
- Ovulation moment caught on camera
- Ovulation Get to know your Ovulation Period
- حساب أيام التبويض
- حاسبة التبويض[وصلة مكسورة]